# Премия XBIZ лучшей иностранной исполнительнице года
Премия XBIZ лучшей иностранной исполнительнице года (англ. XBIZ Award for Foreign Female Performer of the Year) — ежегодная награда, вручавшаяся компанией XBIZ лучшей иностранной исполнительнице. Награда была учреждена в 2011 году. Последней обладательницей этой награды стала литовская актриса Тина Кэй.

## Лауреаты и номинанты

### 2010-е годы
| Церемония/Год | Фото лауреата | Лауреат                    | Номинанты |
| ------------- | ------------- | -------------------------- | --- |
| 9-я (2011)    |               | Кацуни · Франция           | Алетта Оушен Блу Эйнджел Дженни Бэйби Леа Лексис Наташа Марли Сандра Шайн Синди Хоуп Тарра Уайт Эйнджел Дарк                                                                            |
| 10-я (2012)   |               | Анна Полина · Франция      | Алеска Даймонд Алетта Оушен Анжелика Блэк Анна Ловато Брэнди Смайл Джейд Ларош Джемма Мейси Карла Кокс Кацуни Кэти Кей Лейли Сандра Шайн Синди Хоуп Софи Мун                            |
| 11-я (2013)   |               | Эрика Фонтеш · Португалия  | Алеска Даймонд Алетта Оушен Анисса Кейт Анна Полина Блу Эйнджел Джейд Ларош Дэйзи Рок Клэр Кастель Кэти Кей Кэти Хейвен Лиза дель Сьерра Синди Хоуп Сьюзи Карина Эбби Кэт               |
| 12-я (2014)   |               | Кайен Кляйн · Венгрия      | Алеска Даймонд Анисса Кейт Анна Полина Валентина Наппи Джесси Вольт Каролина Абриль Клэр Кастель Марика Хейз Саманта Бентли Свит Софи Тарра Уайт Франческа Джеймс Хенесси Эрика Фонтеш  |
| 13-я (2015)   |               | Миша Кросс · Польша        | Ава Далуш Амира Адара Анисса Кейт Анна Полина Ванда Ласт Джесси Вольт Жасмин Джей Киара Лорд Лекси Лоу Лола Рив Марика Хейз Саманта Бентли Свит Софи Эрика Фонтеш                       |
| 14-я (2016)   |               | Анджела Уайт · Австралия   | Ава Далуш Амира Адара Анисса Кейт Валентина Наппи Жасмин Джей Каролина Абриль Клэр Кастель Кристен Кортни Лола Рив Манон Мартин Саманта Бентли Франческа Джеймс Хлоя Лакур Эрика Фонтеш |
| 15-я (2017)   |               | Валентина Наппи · Италия   | Алекса Томас Алетта Оушен Амира Адара Анджела Уайт Анисса Кейт Анна Полина Джесси Вольт Жасмин Джей Лекси Лоу Миша Кросс Некане Свит Никита Беллуччи Саманта Бентли Стелла Кокс         |
| 16-я (2018)   |               | Стелла Кокс · Италия       | Алекса Томас Амира Адара Анисса Кейт Аполония Лапьедра Валентина Наппи Джесси Вольт Джина Джерсон Жасмин Джей Миша Кросс Некане Свит Никита Беллуччи Тина Кэй Хенесси Черри Кисс        |
| 17-я (2019)   |               | Элла Хьюз · Великобритания | Амира Адара Анисса Кейт Аполония Лапьедра Валентина Наппи Клеа Готье Миша Кросс Стелла Кокс Хенесси Эйнджел Вики                                                                        |

### 2020-е годы
| Церемония/Год | Фото лауреата | Лауреат          | Номинанты |
| ------------- | ------------- | ---------------- | --- |
| 18-я (2020)   |               | Тина Кэй · Литва | Амира Адара Анисса Кейт Валентина Наппи Джиа Лисса Клеа Готье Миша Кросс Тиффани Тейтум Черри Кисс Элла Хьюз |